# Heritage Plaza
Texaco Heritage Plaza é um arranha-céu, actualmente é o 143º arranha-céu mais alto do mundo, com 232 metros (762 ft). Edificado na cidade de Houston, Estados Unidos, foi concluído em 1987 com 53 andares.